# Vehículo de bomberos

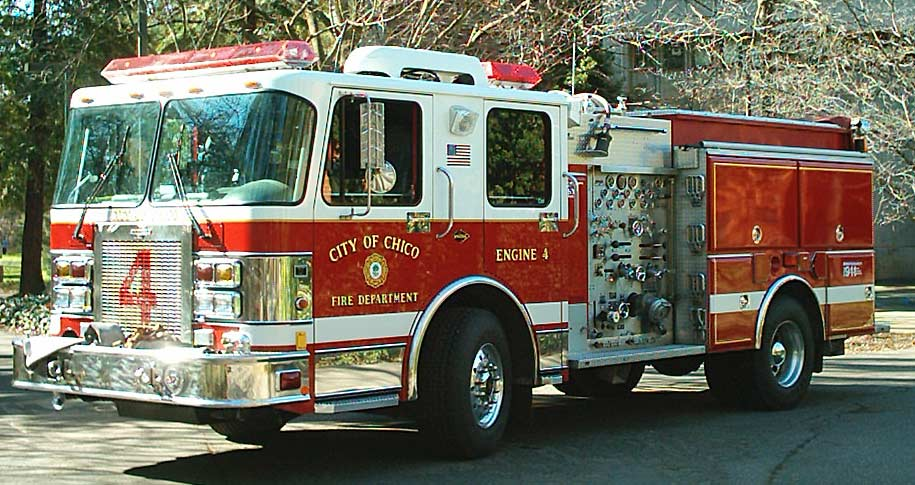
Un típico camión de bomberos estadounidense, de la ciudad de Chico, California

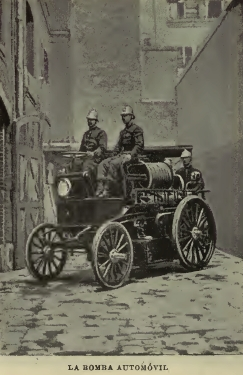
Autobomba (París, 1901)

Un vehículo de bomberos, camión de bomberos, carro de bomberos, carro bomba, coche de bomberos, vehículo autobomba o máquina de bomberos es un camión que usan los bomberos para luchar contra los incendios u otros tipos de misiones. Suele tener como principal misión transportar material necesario para actuar en una emergencia por incendio, principalmente. Suele llevar un motor para bombear agua obtenida de una boca de riego o de cualquier otra fuente de agua disponible, un equipo de comunicaciones y diversas herramientas necesarias para abordar urgencias.

## Historia
Ctesibius de Alejandría está considerado el inventor la primera bomba empleada en la extinción del fuego alrededor del  siglo II a. C. La bomba de fuego fue reinventada posteriormente en Europa durante el siglo XVI, usada según se documenta en las ciudades alemanas de Augsburgo en 1518 y Núremberg en 1657. Un libro de invenciones datado del 1655 menciona una bomba de motor de vapor (llamado el coche de bomberos) usada «para bombear una columna de agua a 12m», no haciendo mención acerca de si era o no portable.

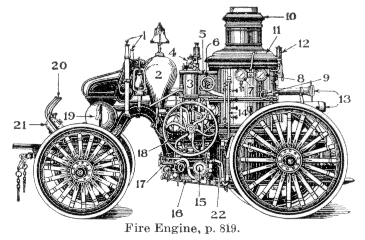
Antiguo Camión de Bomberos, con el equipamiento mínimo de una bomba hidráulica.

Las leyes coloniales en América del Norte requirieron que en cada casa existiera un cubo de agua en la fachada de la casa (lleno de agua, especialmente en la noche) para que, en caso de fuego, la “brigada inicial del cubo” fuera la encargada de lanzar el agua en el incendio incipiente. En Filadelfia se obtuvo un coche de bomberos bombeado a mano en 1719, años después en Boston. En 1730 en Londres Newham había construido coches de bomberos. La cantidad de mano de obra y la habilidad necesaria para el lucha contra incendios incitaron a institución de una compañía organizada del fuego por Benjamin Franklin en 1737. Thomas Lote fue el primero en construir el primer coche de bomberos hecho en América en 1743.
En 1841 los bomberos de Nueva York fueron los primeros del mundo en incorporar un camión movido por vapor.

## Características y equipamiento
Hay varias configuraciones de coches de bomberos en lo referente a la posición del panel de control de la bomba incluyendo el montaje de la tapa, que puede ser al lado, ubicado en el frente o en la parte posterior. Los camiones pueden llevar algunas cantidades de agua, pero los que operan generalmente sobre entornos urbanos se diseñan bajo la confianza de que existan bocas de riego adaptadas para su operación en caso de incendio.
El propósito principal de los motores es la supresión del fuego directo, no obstante pueden llevar muchas herramientas incluyendo escaleras, fuentes de alimentación, trajes ignífugos y cascos, hachas, botellas de extintores de diferentes tipos, y equipo de ventilación. Hoy en día el camión es manipulado por profesionales que suelen llevar un equipo y un vehículo multiusos preparado no sólo para la lucha contra el fuego, sino que además está diseñado para las tareas del rescate, la intervención en las primeras misiones etc. No existe necesariamente una frontera clara entre un coche contra incendios y una unidad de rescate.

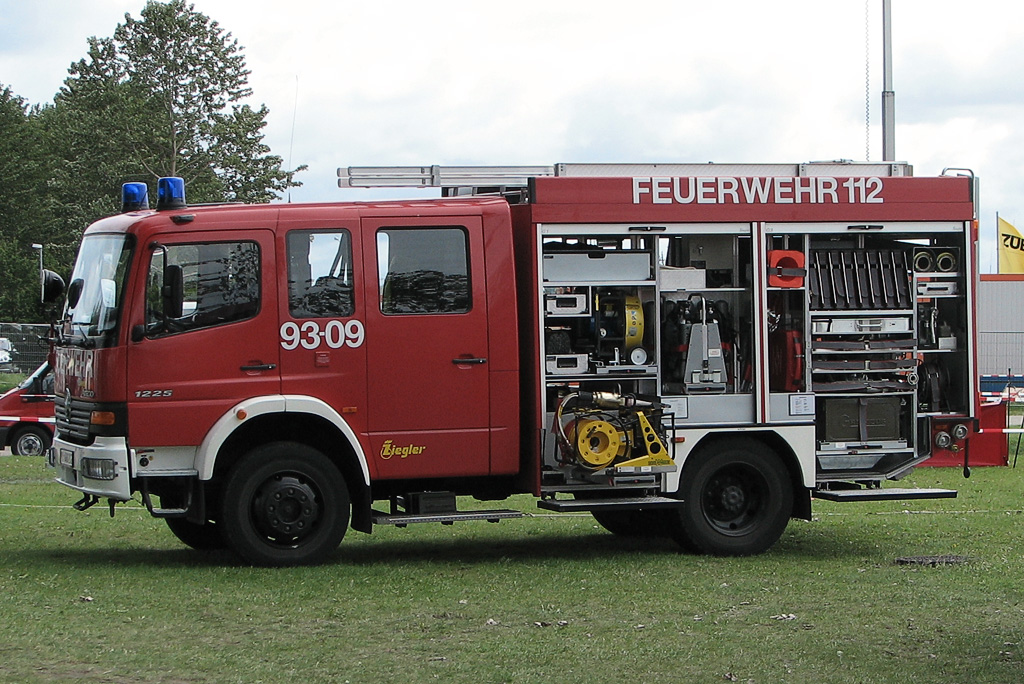
Coche de Bomberos con el equipamiento completo.
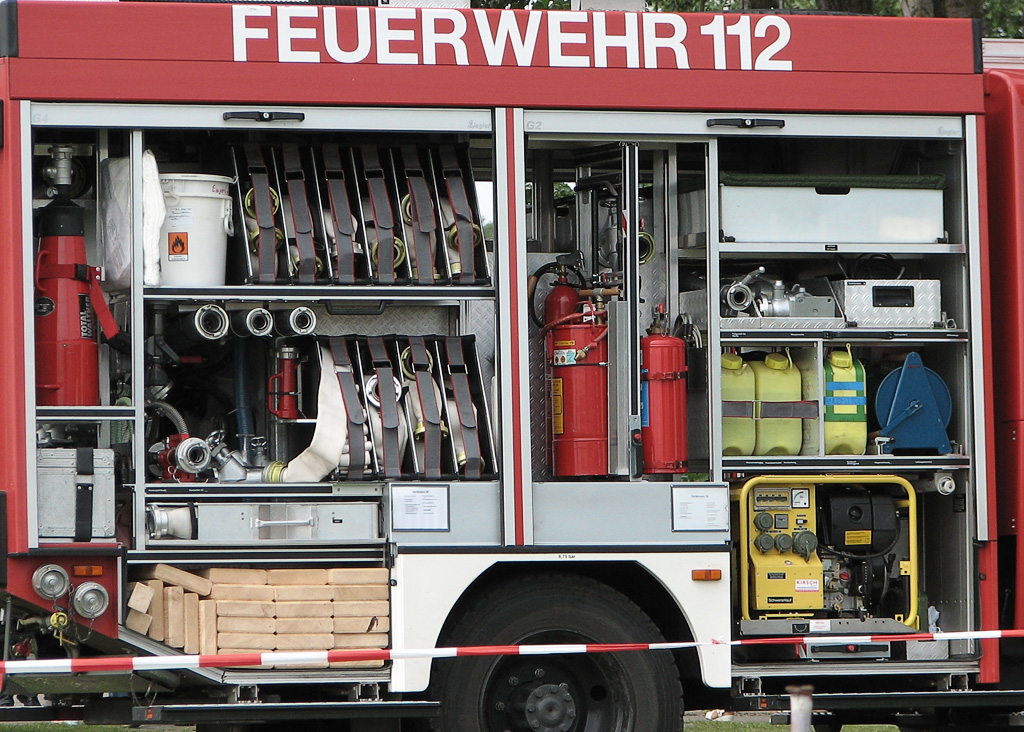
Detalle del equipamiento.
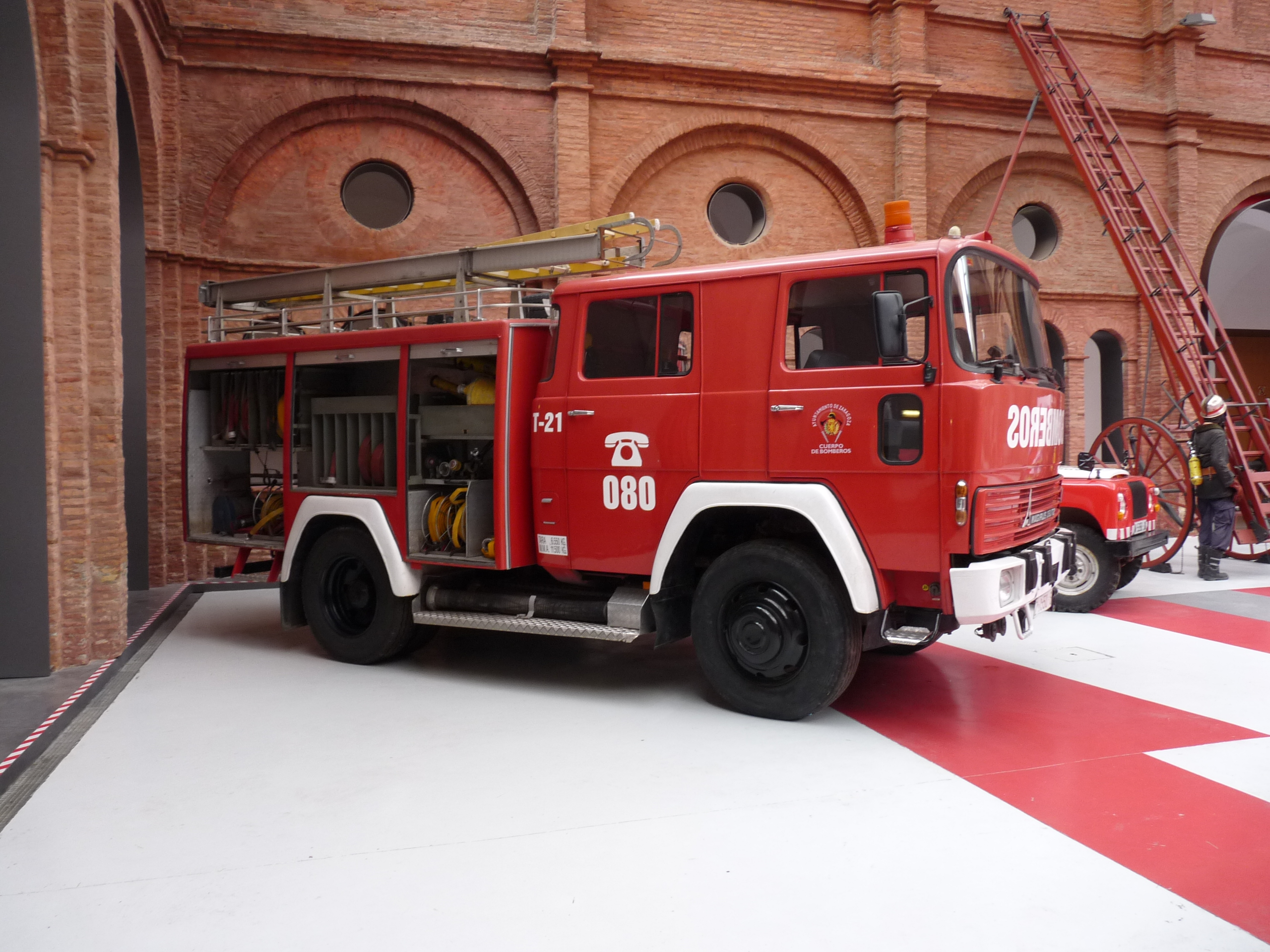
Camión Magirus Deutz en el Museo del Fuego de Zaragoza
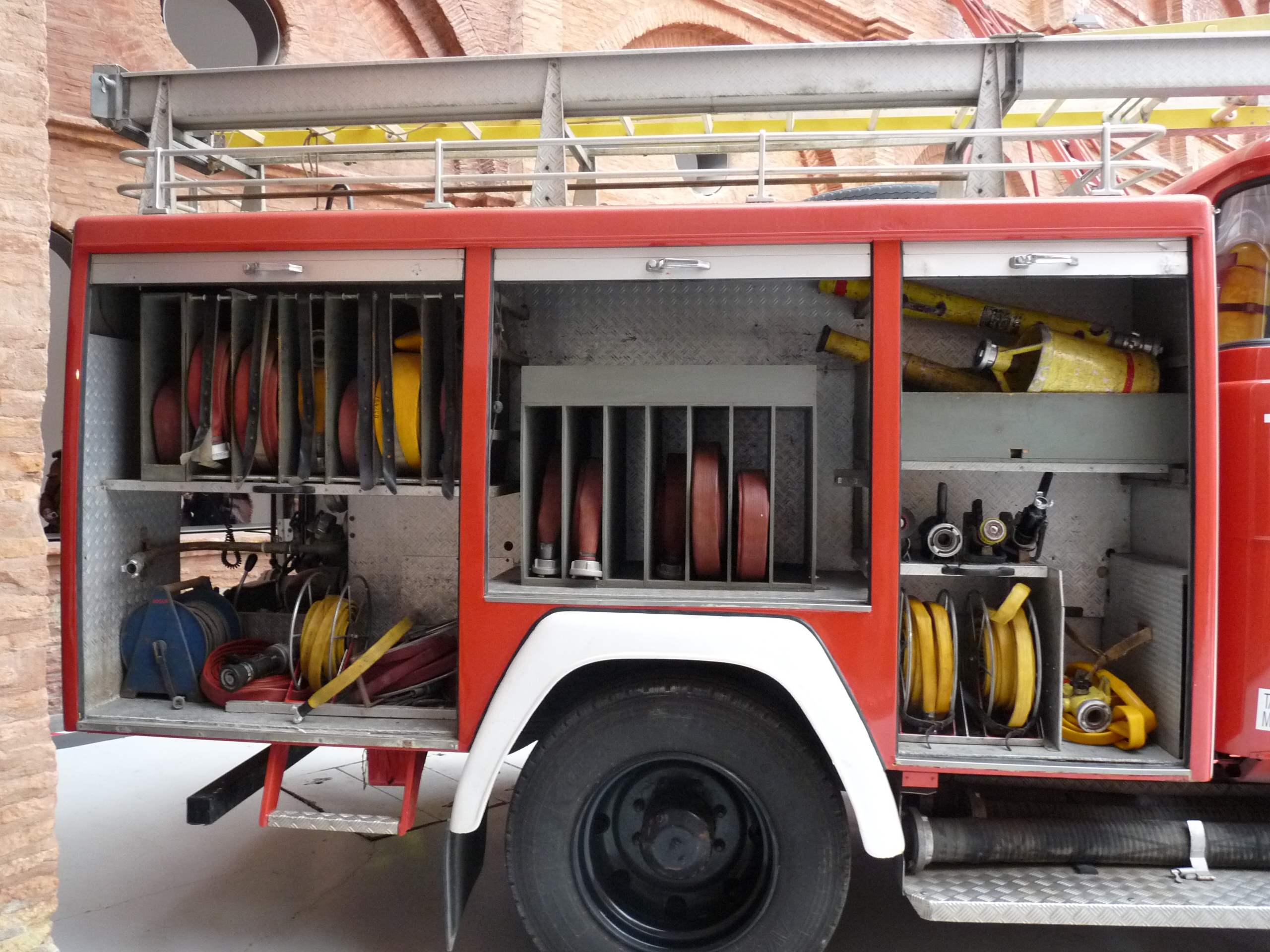
Detalle de equipamiento Magirus Deutz

## Clasificación

### Camión bomba

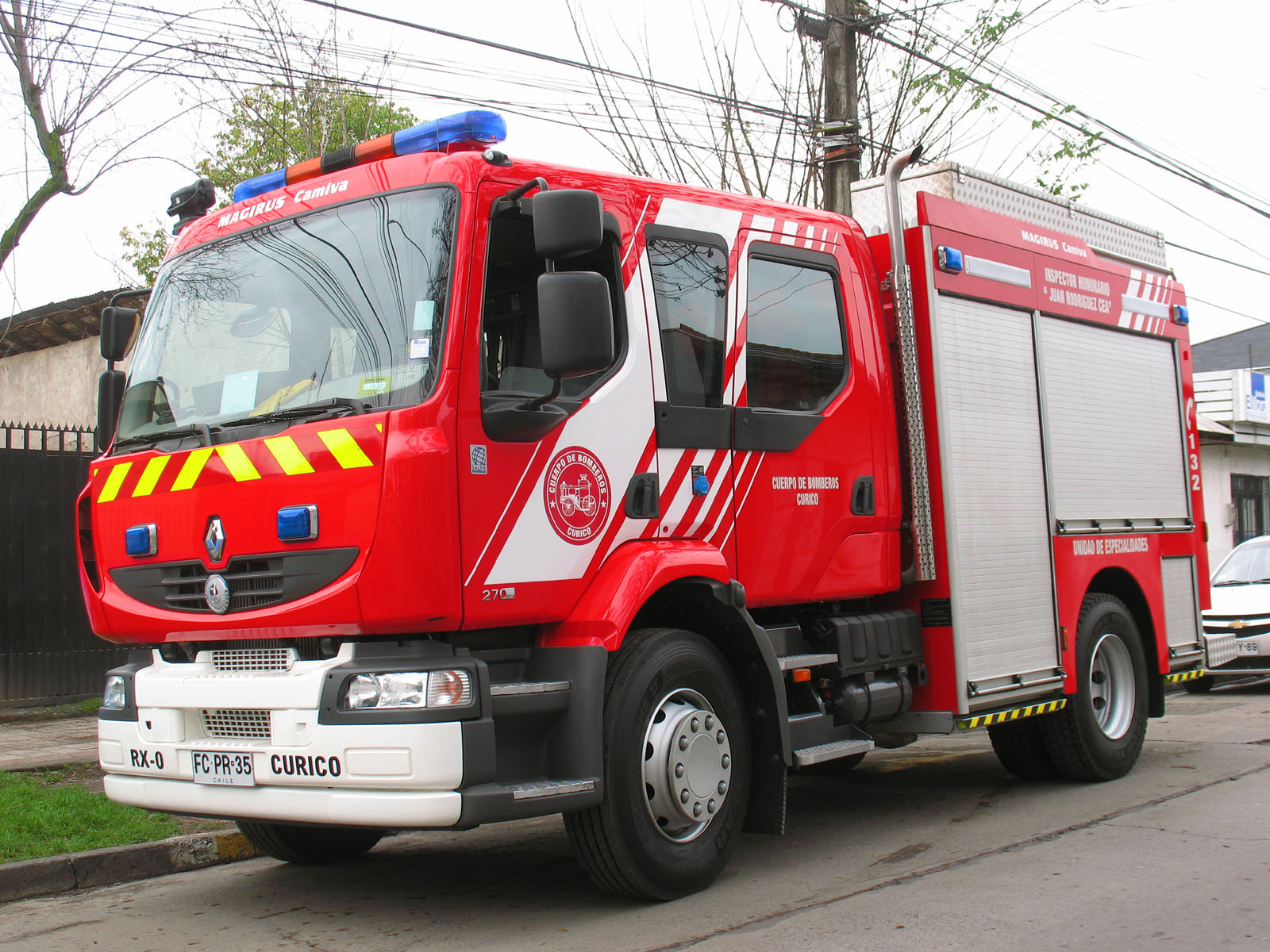
Camión de bomberos de Curicó, Chile

El Coche bomba o autobomba es uno de los más flexibles y polivalentes en lo que camiones de bomberos se refiere, estos vehículos no están diseñados para una función específica sino para enfrentarse a todo tipo de misiones, como incendios a baja y mediana altura, accidentes de tráfico, rescate y salvamento, emergencias médicas, etc.
Para ello estos camiones están configurados para llevar una cantidad considerable de personal y equipados con una amplia gama de herramientas y dispositivos como, bombas, mangueras, escaleras telescópicas, extintores de incendios, equipos de ventilación y respiración, iluminación, rampas, camillas, equipos de primeros auxilios, hachas y herramientas en general, en algunos casos también pueden contar con escaleras giratorias para incendios de mediana altura.
Los camiones bombas pesadas suelen transportar unos 3.500 o 4.0000 litros, Las bombas urbanas ligeras, su uso se realizará en zonas urbanas debido a que sus dimensiones le permiten una fácil circulación y una rápida primera intervención. Su escasa reserva de agua ( unos 800 litros) lo hace depender de la red urbana de bocas de incendio e hidrantes.
Suelen disponer de un sistema que mezcla agua con espumógeno para crear espuma para poder controlar incendios de hidrocarburos, o crear una capa que evite la emanación de vapores.
En Austria ya se están empleando camiones de bomberos eléctricos.

### Autoescala

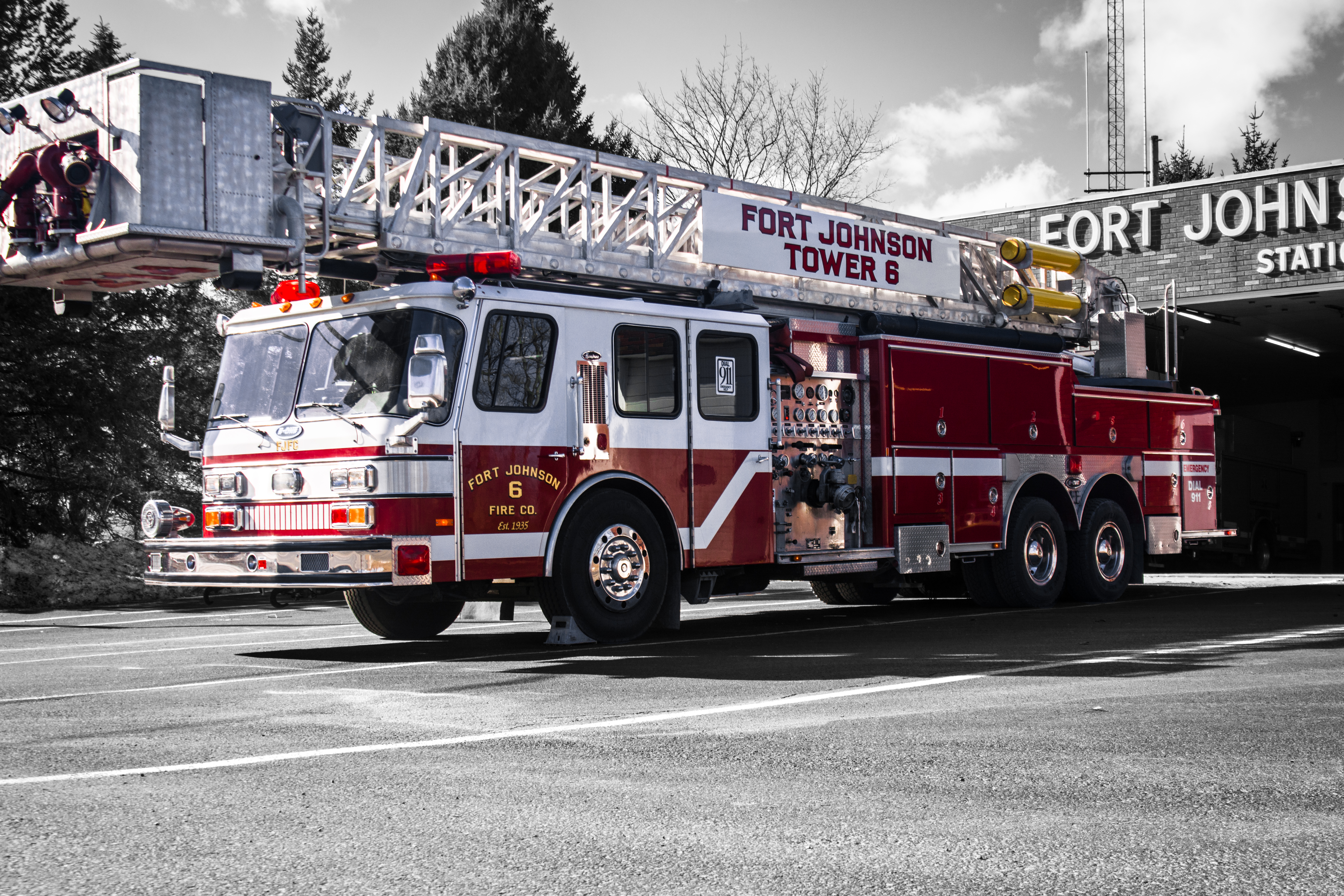
Una escalera giratoria de la Compañía de bomberos voluntarios de Fort Johnson

Los camiones de escala giratorias están diseñados específicamente para acceder a los incendios que ocurren a grandes alturas donde escaleras convencionales o telescópicas no pueden llegar. El nombre se deriva del hecho de que la escalera se encuentra montada en una plataforma giratoria en la parte trasera del camión, lo que le permite girar en torno a una base estable (boogie). Existen de diferentes tamaños como por ejemplo 25 metros / 30-32 metros/ 50-55 metros/ 75 metros.
Las principales funciones de una escala giratoria son:
- Permitir el acceso y la salida de los bomberos y las víctimas desde grandes alturas.
- Proporcionar un alto nivel de agua para la extinción de incendios
- Proporcionar una plataforma de trabajo en altura sin arriesgar al personal

### Bomba Nodriza

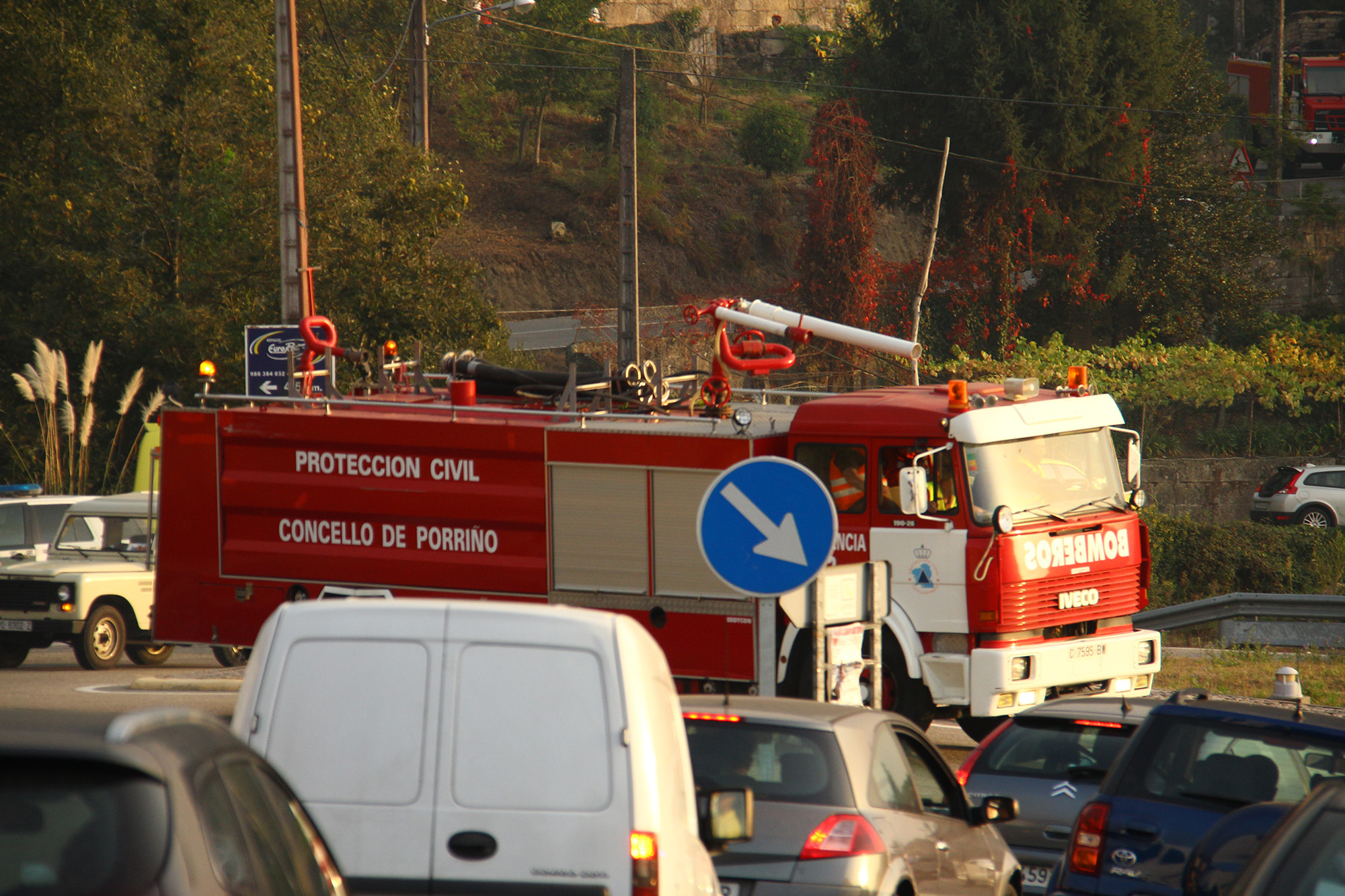
Camión motobomba de bomberos de Protección Civil de Porriño, en la parroquia de Vincios, Gondomar

Los camiones cisternas están diseñados específicamente para el transporte de grandes cantidades de agua en torno a 8.000 o 15.000 litros, estas unidades son ideales para el amago de incendios en zonas donde no existe una fuente de agua cercana como zonas rurales o silvestres.
La mayoría de los camiones cisterna no están diseñados para luchar contra los incendios puesto que sus bombas carecen de la potencia para hacerlo, por ello estos vehículos solo son utilizados para la extracción del agua para luego ser conectados a un camión bomba.

### Unidad de rescate

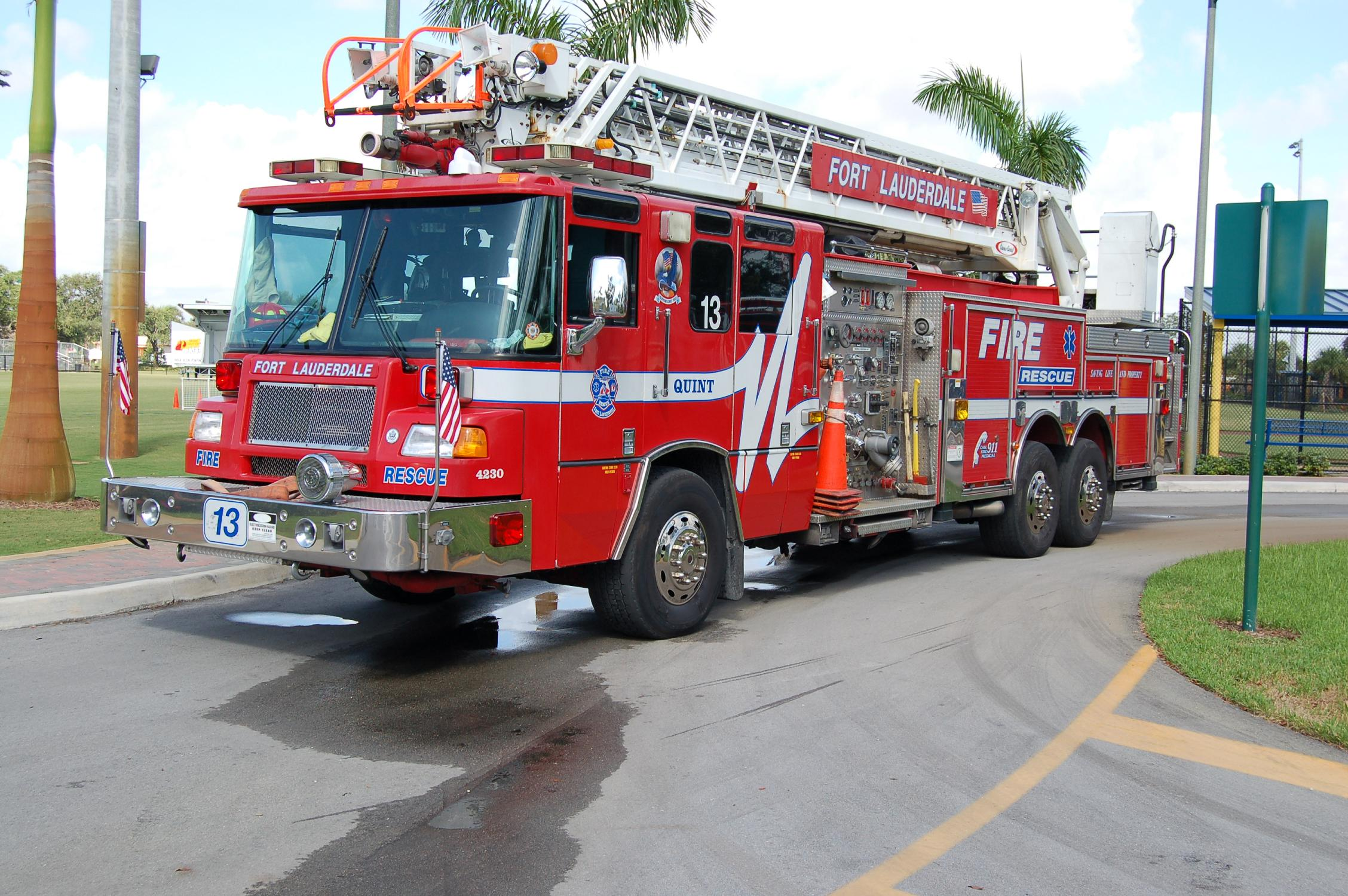
Quint 13 perteneciente al Departamento de bomberos de Fort Lauderdale

Las unidades de rescate están diseñadas específicamente para rescate, salvamento y emergencias médicas tales como accidentes de tráfico, derrumbes en edificios, inmersiones, rescates en altura, etc.
Estos vehículos están equipados con una amplia gama de dispositivos e instrumentos médicos y de rescate como: cuerdas, camillas, collares cervicales, tablillas, tanques de oxígeno, trajes de inmersión, equipos de respiración, motobombas, extintores, tenazas hidráulicas, cortadores, gatos telescópicos hidráulicos, etc.
Por razones de seguridad todo el personal de rescate debe contar con cierta formación médica para realizar cualquier operación de rescate, y en lo posibles realizarlo junto a personal médico calificado como paramédicos.

### Unidad de materiales peligrosos NRBQ
Las unidades de materiales peligrosos conocidas también como unidades Haz-Mat " Materiales Peligrosos" son aparatos diseñados específicamente para hacer frente a materiales tóxicos, peligros, incendios, derrames de productos químicos o volátiles y agentes biológicos en donde el agua común podría solo empeorar la situación, para ellos estas unidades trabajan con equipos los cuales son especiales para generar soluciones espumosa y también cuenta con Equipos encapsulados por presión positiva de aire, también están equipados para realizar tarea de descontaminación y limpieza de víctimas y rescatadores luego de un incidente.
Los vehículos Hazmat suelen estar pintados de color amarillo y operan dentro de zonas donde haya una alta concentración de productos volátiles, tóxicos y químicos como en zonas metropolitanas o zonas industriales.

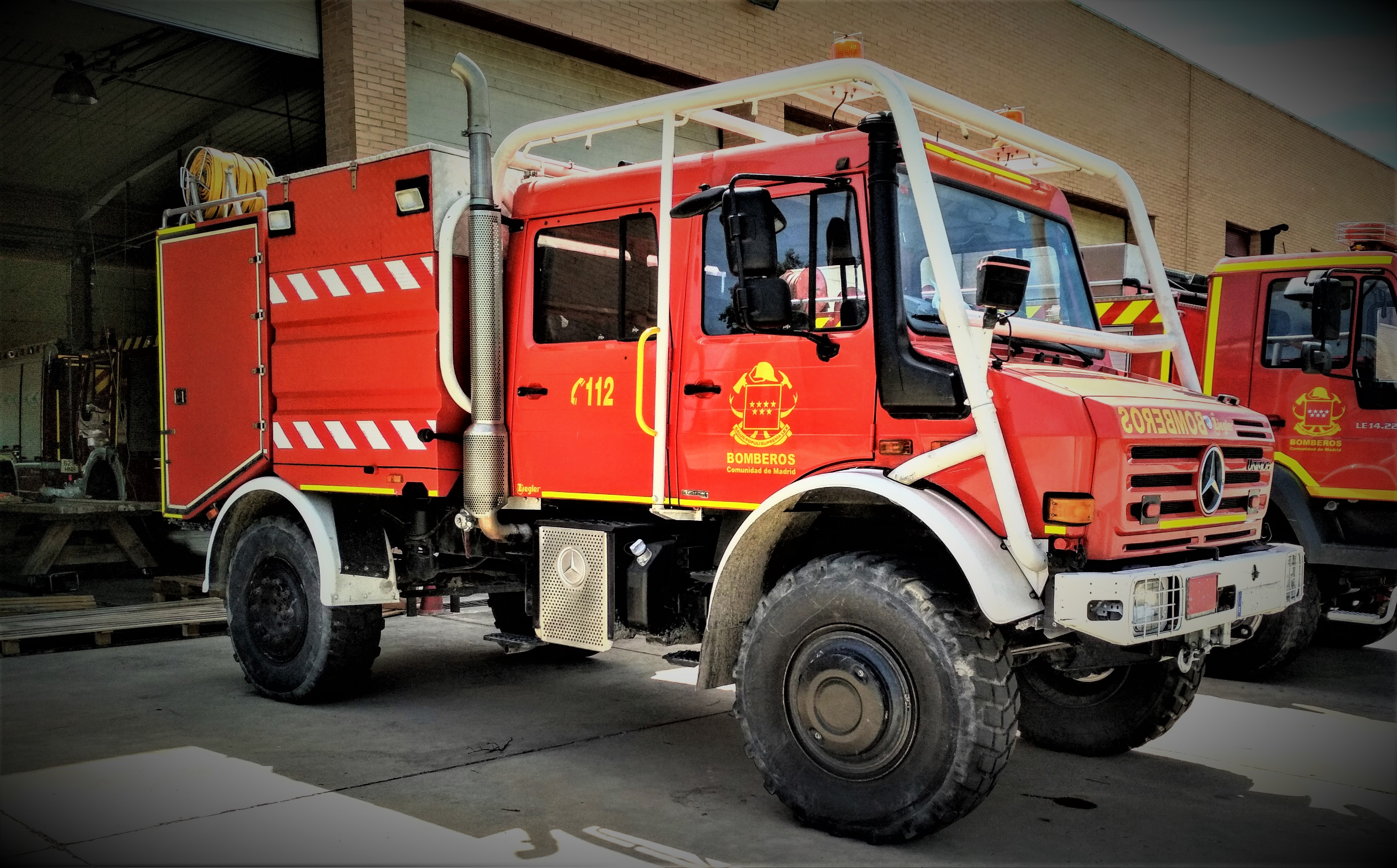
Mercedes Unimog U5000(2007) Bomberos Comunidad de Madrid

### Camión forestal
Estas vehículos han sido diseñados para el combate de incendios forestales, pudiendo desplazarse en terrenos abruptos al contar con tracción integral, y una estructura reforzada con barras antivuelco con posibilidad de bloqueo de diferencial. Suelen tener dos tipos de velocidades normal y tortuga, que te permite tirar agua con manguera mientras el camión está en movimiento. Las denominadas “bombas forestales” incluyen un sistema de diluvio de agua para proteger la cabina y las ruedas en caso de emergencia para poder atravesar un incendio. Suelen tener un sistema para mezclar el agua con espumógeno, en torno al 0,1% para poder lanzar espumante.
Además el material que llevan está compuesto por equipos y herramientas específicas para la extinción forestal como motosierras, pulaskis o batefuegos.

### Vehículos de Aeropuerto

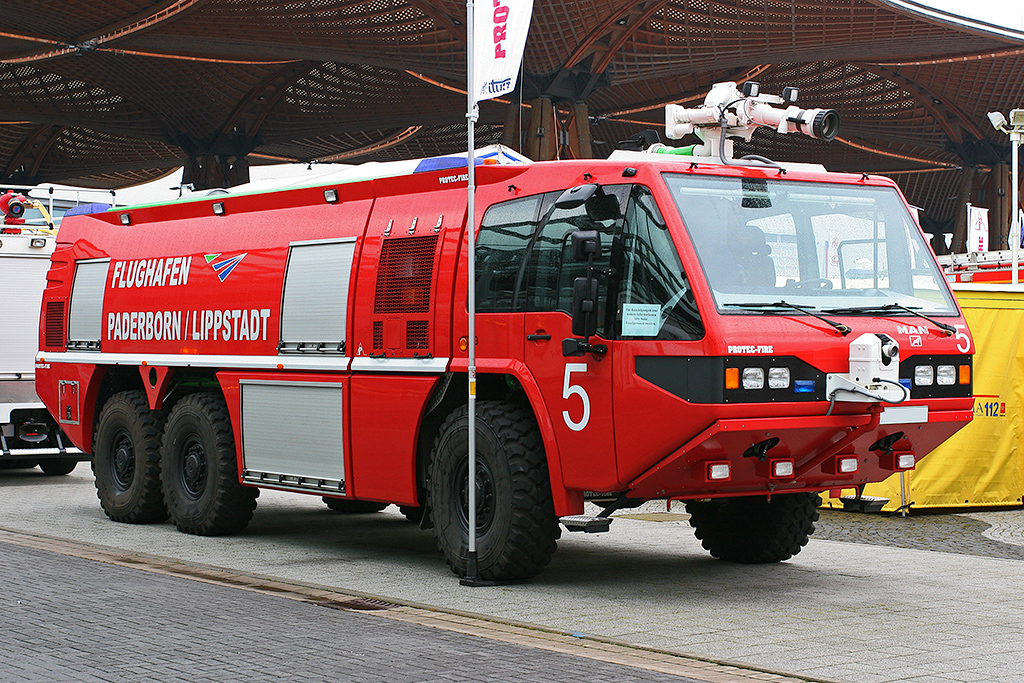
Moderno camión utilizado para la extinción de incendios en aeropuertos.

Son camiones ágiles y rápidos con unas prestaciones espectaculares. En estos camiones se necesita un sistema de tracción total para poder hacer frente a cualquier incidencia dentro o fuera de las pistas. Las configuraciones de ejes disponibles según el fabricante son; 8x8, 6x6 y 4x4.
Los tres fabricantes de vehículos contra incendios con más solvencia en este mercado y que en su catálogo de producto comercializan estos colosos del aeropuerto son; Magirus, Iturri y Rosenbauer.  Cada uno de ellos montan mecánicas diferentes en estos vehículos, pero todos ellos buscan la excelencia equipando los motores más potentes de los disponibles en el mercado.
Magirus utiliza el nombre de Dragon para sus vehículos estrella de aeropuerto y ofrece las tres configuraciones de ejes. Sus cadenas cinemáticas están equipadas con motores propios de la casa matriz. Para los modelos 8x8 denominados Superdragon y Dragon 6x6. El fabricante austriaco Rosenbauer denomina Panther a su buque insignia. El tercer carrocero es la marca española Iturri, cuyo nombre elegido para su vehículo no podía ser otro que el animal más significativo de la geografía española, el Toro. 
La capacidad de transporte del agente extintor en estos camiones varía según su número de ejes. Los vehículos ARFF 4x4 suelen equipar depósitos con una capacidad de agua superior a 5.000 litros. Para los 6x6 el volumen de agua se incrementa al doble, siendo capaces de transportar la cantidad de más de 10.000 litros. En el siguiente escalón los todopoderosos 8x8 son capaces de trasladar al lugar de la intervención más de 15.000 litros. A este hay que sumarle un depósito específico para espumógeno con capacidades que van desde los 500 litros en los 4x4 a los 2.000 litros de los 8x8.
Suelen tener un monitor para lanzar agua desde la parte superior del camión.

## Nomenclatura y designación

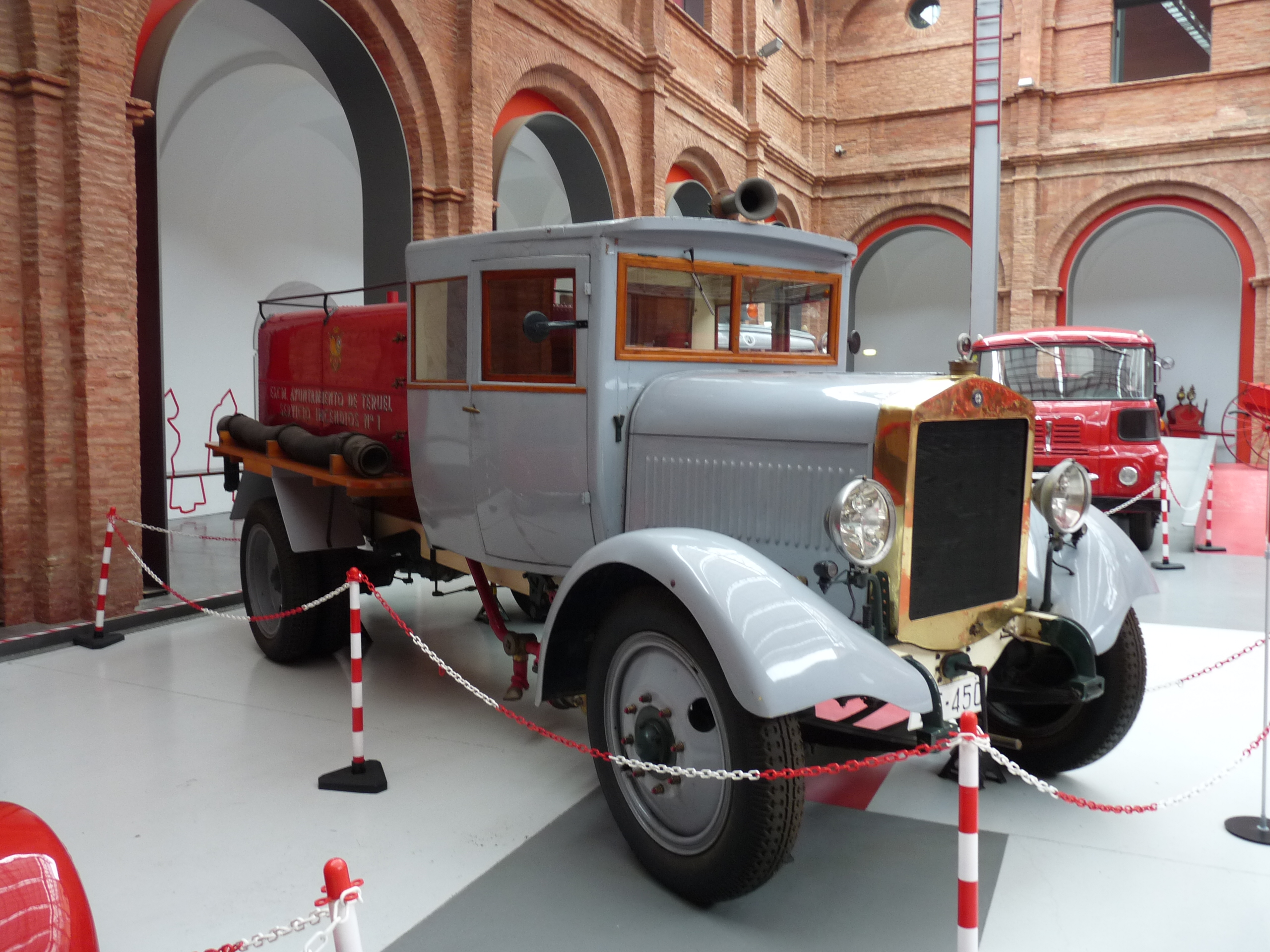
Camión autotanque Fiat (1929) en el Museo de Zaragoza

Según a norma española UNE-EN 1846-1 (Vehículos contraincendios y servicios auxiliares) de 2011 las principales nomenclaturas son:

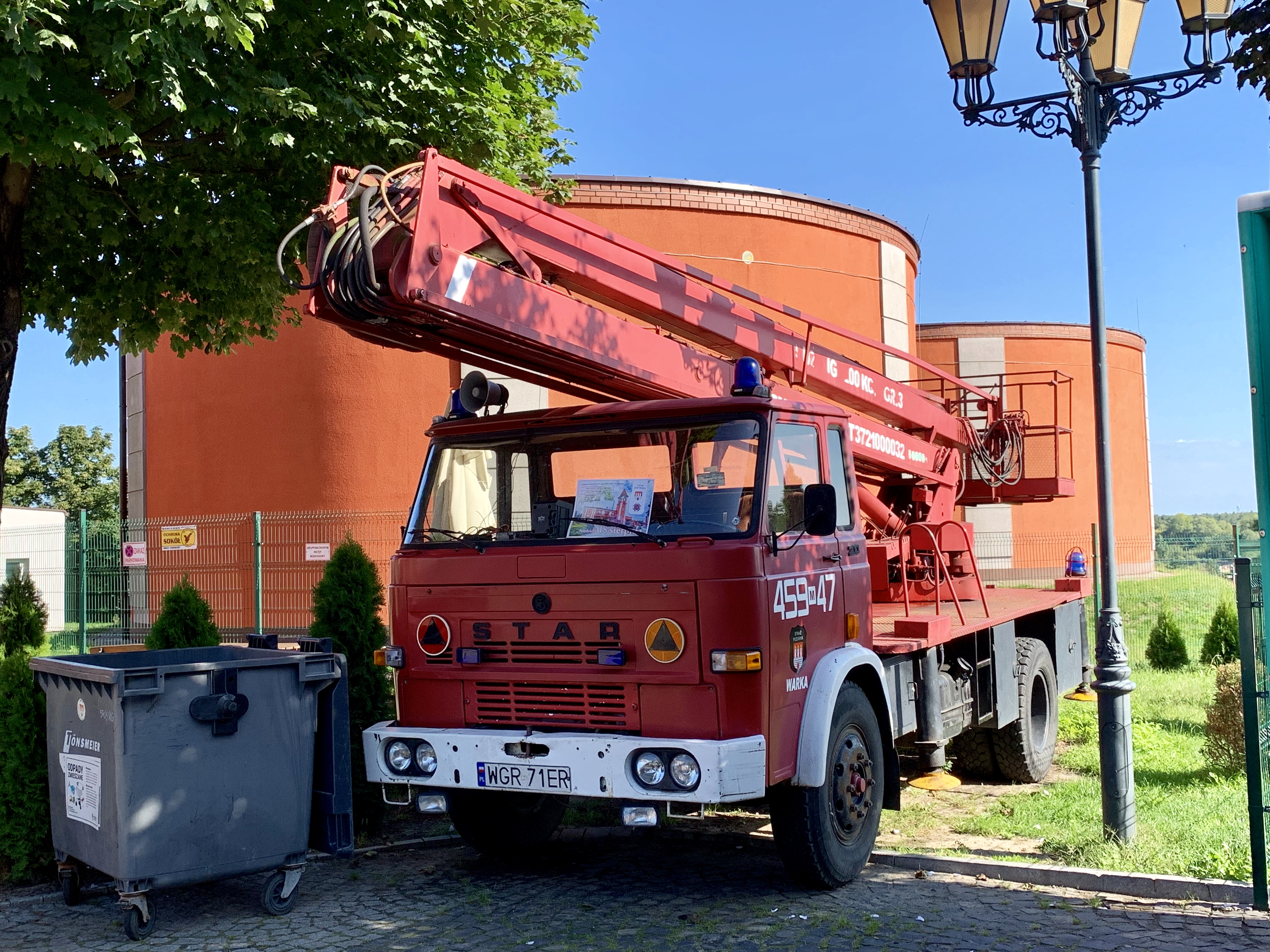
Brazo articulado de Warka, Polonia

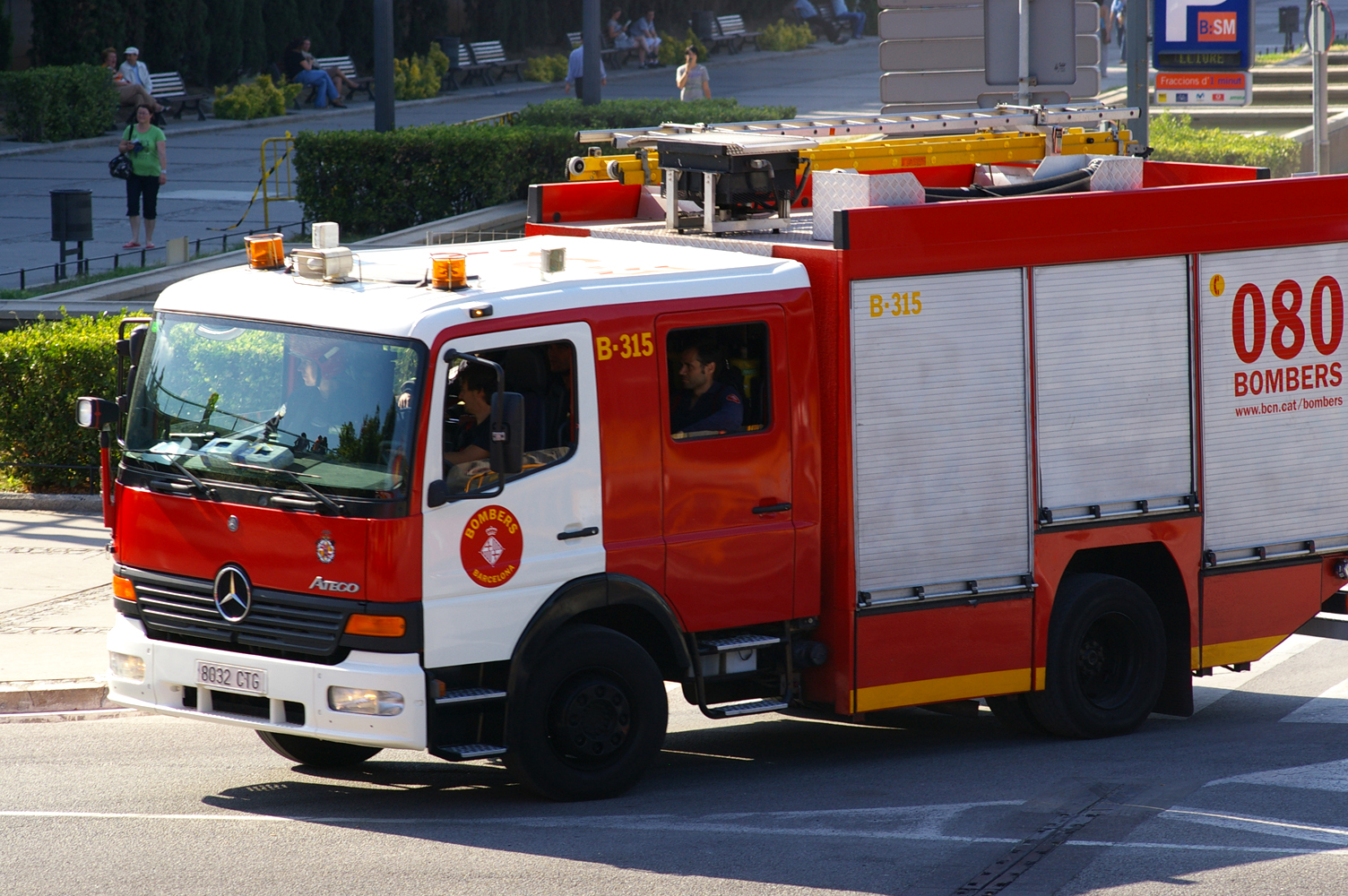
Autobomba bombers de Barcelona

– BUL y BUP como autobombas urbanas ligeras y pesadas.
– BRL y BRP como autobombas rurales ligeras y pesadas.
– BFL y BFP como bombas forestales ligeras y pesadas.
– BNL y BNP como autobombas nodrizas ligera y pesada.
– AEA como Autoescala automática
– ABA como autobrazo articulado.
– FSV como Furgón de salvamentos varios
– FRA como Furgón de reserva de aire.
– FAV como furgón de apeos varios
– FER como Furgón de equipo de rescate
– VIL como vehículo de iluminación.
– VIA como vehículo de iluminación y achique.
– NBQ como Camión nuclear bacteriológico y químico.
– PMA como Puesto de mando avanzado.
– UGC como Unidad de grandes catástrofes.
– BSA como Barca de salvamentos acuáticos.
–  BUS como unidad de transporte de persona.
– HSR como Helicóptero de salvamento y rescate

## Tripulación

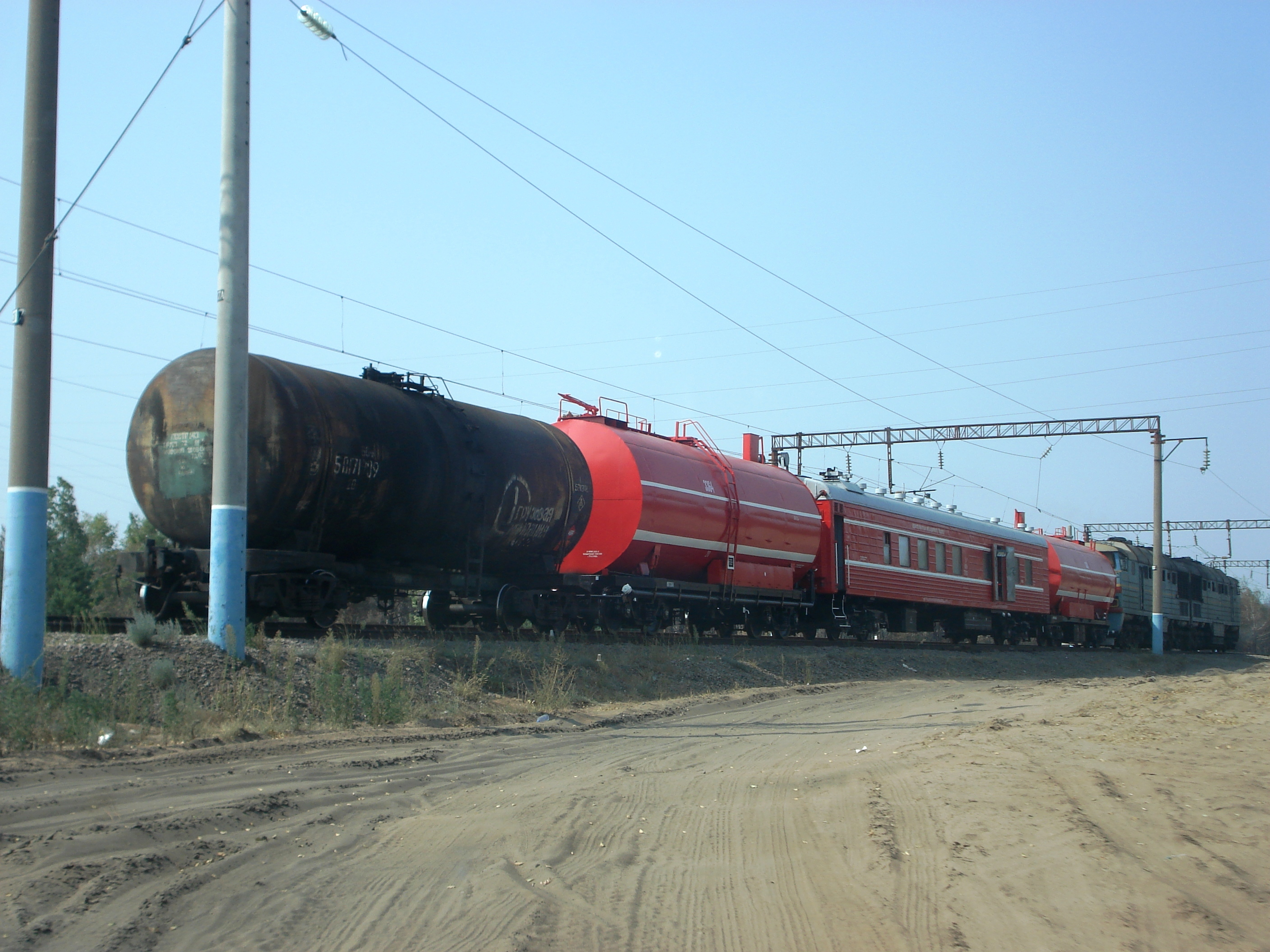
Vehículo ferroviario de bomberos en Rusia, cerca de Vorónezh, en 2010.

Los vehículos se proveen de personal generalmente por lo menos tres personas: oficial, conductor que es la persona encargada de operar generalmente con la bomba de agua, y un bombero. Preferiblemente el vehículo podrá llevar a segundo bombero, para aumentar eficacia y seguridad con la que atacar un fuego. En algunos países, por ejemplo Finlandia, un vehículo lleva al líder de la unidad, a un ingeniero y a uno o dos bomberos. Las alarmas contra incendio necesitan a menudo de un par de bomberos para abordar la emergencia, es por esta razón por la que diseñen para que vayan dos bomberos en cada vehículo. En Chile, los bomberos son «voluntarios», en estos caso la central de comunicaciones realiza un llamado ya sea por la "Paila" (Sirena anunciando emergencia) o por el sistema radial, al hacer este llamado los voluntarios intentan concurrir al cuartel en el menor tiempo posible y la cantidad de voluntarios que lleguen son los que salen a la emergencia. Generalmente el Carro está constituido por 1 maquinista o conductor, 1 voluntario a cargo de la emergencia y más voluntarios de apoyo, la cantidad dependerá del tipo de camión. También existen bomberos que realizan turnos tanto de día como de noche.

## El coche de bomberos en la ficción
El coche de bomberos aparece en muchas series de televisión y películas debido a su operación típica en circunstancias de riesgo/aventura: 
- Una de las apariciones es Fahrenheit 451, de François Truffaut en la que aparece en sucesivas escenas.
- Disney utilizó la figura del camión de bomberos para dar vida al personaje de la película Cars llamado Rojo (en inglés: Red), el sentimental bombero de la ciudad de Radiador Springs. El mismo es un camión de bomberos presumiblemente de la década del 60, que recuerda a los antiguos camiones American LaFrance.
- La película Aviones 2 se trata totalmente de bomberos.
- La serie de televisión galesa Sam el bombero presenta a un camión de bomberos llamado Júpiter (que se llama igual que el planeta).